# Fruchthof Bremen

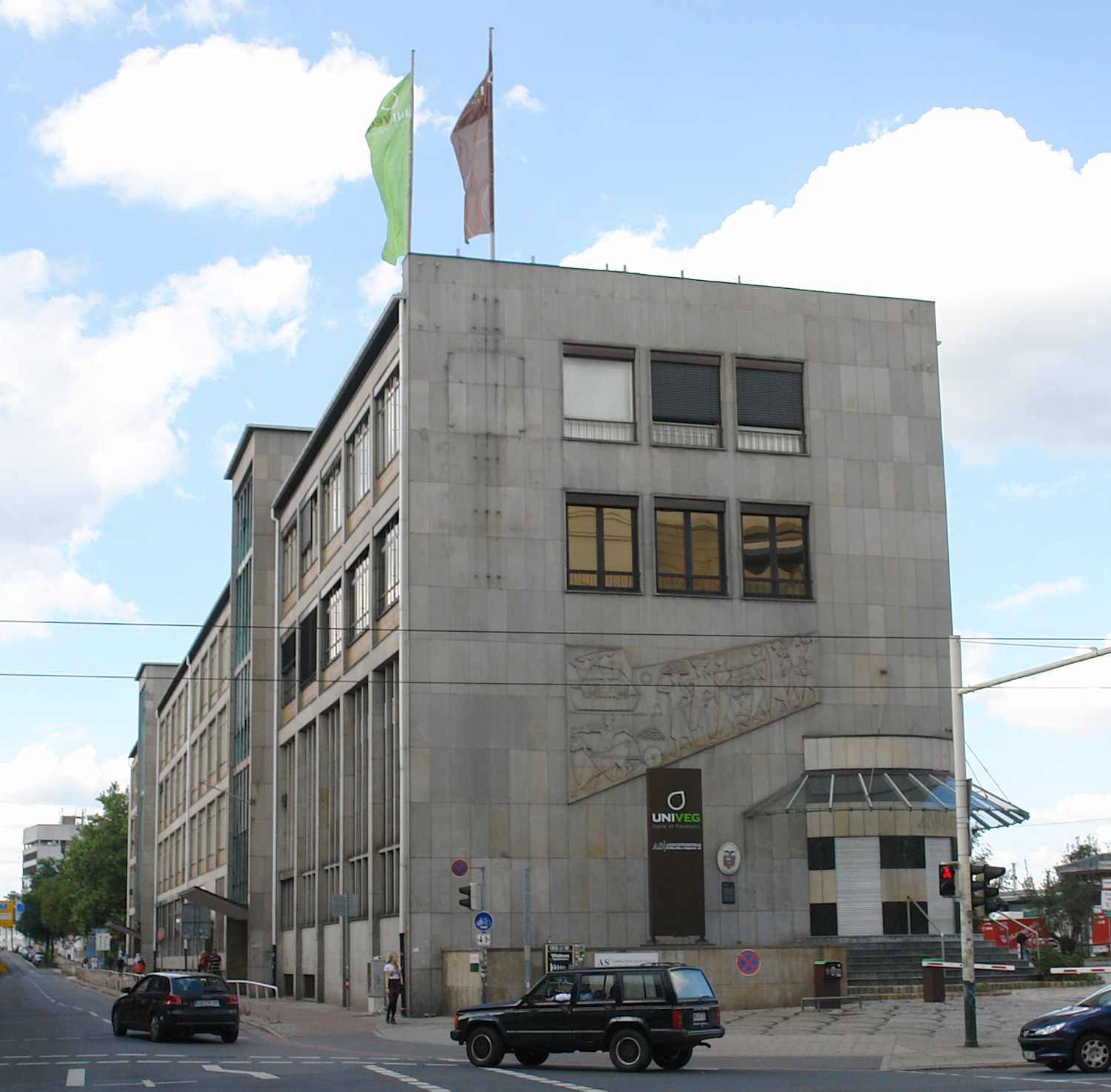
Fruchthof Bremen, Südostgiebel

Als Fruchthof Bremen wird in Bremen-Mitte, Breitenweg 29–33, ein Gebäude bezeichnet, das von 1955 stammt. 2015 erfolgten die Sanierung und der Umbau zum Bürohaus, in dem unter anderem dann der Fachdienst Flüchtlinge und Integration untergebracht wurde.
Das Gebäude steht seit 2016 unter Bremer Denkmalschutz.

## Bauwerk
1954/55 wurde der Fruchthof Bremen am Breitenweg nach Plänen von Wilhelm Wortmann und Erik Schott in der Nähe zum Bremer Hauptbahnhof gebaut. Das viergeschossige, 21-achsige Bauwerk mit rund 7500 m² Geschossflächen ist 111 m lang, 15 m breit und 20 m hoch. Das Gebäude beherbergte Büroräume und zwei Auktionshallen. Im großen Saal mit 325 m² Fläche fanden 350 Händler auf der ansteigenden Tribüne Platz. Im Westteil – erreichbar mit Gleisanschluss – befanden sich die Reifekammern für Bananen.

Der Fruchthof hat eine für die 1950er Jahre typische gerasterte, dreigeteilte Fassade mit Sandstein- und Keramikbekleidung. Zwei risalitartig hervortretende Treppenhäuser gliedern den Baukörper. Die Vordächer über den Eingängen betonen die sehr lichten Treppenhäuser. Die Messinghandläufe der Wendeltreppen sind mit Messing-Ananasfrüchten auf den Pfosten verziert und erinnern an die Nutzung des Hauses. Auch das giebelseitige Figurenrelief vom Bremer Bildhauer Paul Halbhuber mit Motiven wie Fruchtdampfer und Südfrüchtetransport ist ein typisches Gestaltungselement der 1950er Jahre.
Bauherr war das Unternehmen im Fruchthandel Scipio & Co., aus dem 1988 die Atlanta AG hervorging und die 2008 Teil der Univeg Deutschland wurde. Gustav Scipio (1872–1949) hatte bereits 1902 die Fruchthandel-Gesellschaft mbH (FGH) gegründet und 1908/1911 den ersten, kriegszerstörten Fruchthof nach Plänen von Richard Jansen am Breitenweg errichten lassen.
Das Investorenunternehmen Stefes Pro aus Bremen erwarb 2014 nach dem Umzug der Univeg das Gebäude und saniert es ab 2015. Die Firma Brock GmbH & Co. KG entwickelte für die Sanierung eine Fensterkonstruktion, die Denkmalschutzanforderungen wie aktuellen energetischen und Schallschutz-Standards entspricht. Dafür wurde sie im Rahmen des Bremer Denkmalpflegepreises 2016 mit einer Anerkennung ausgezeichnet.

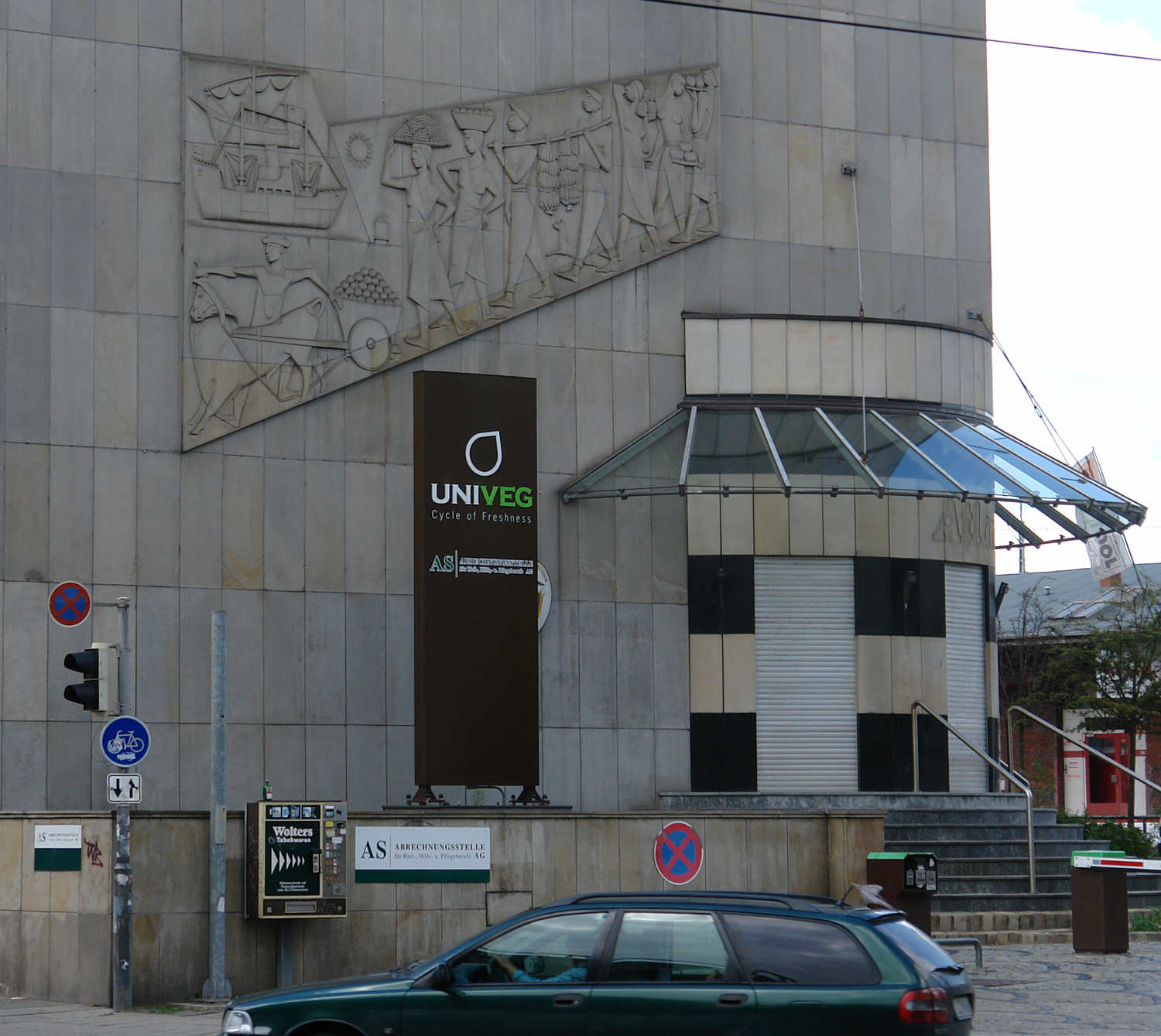
Südostseite
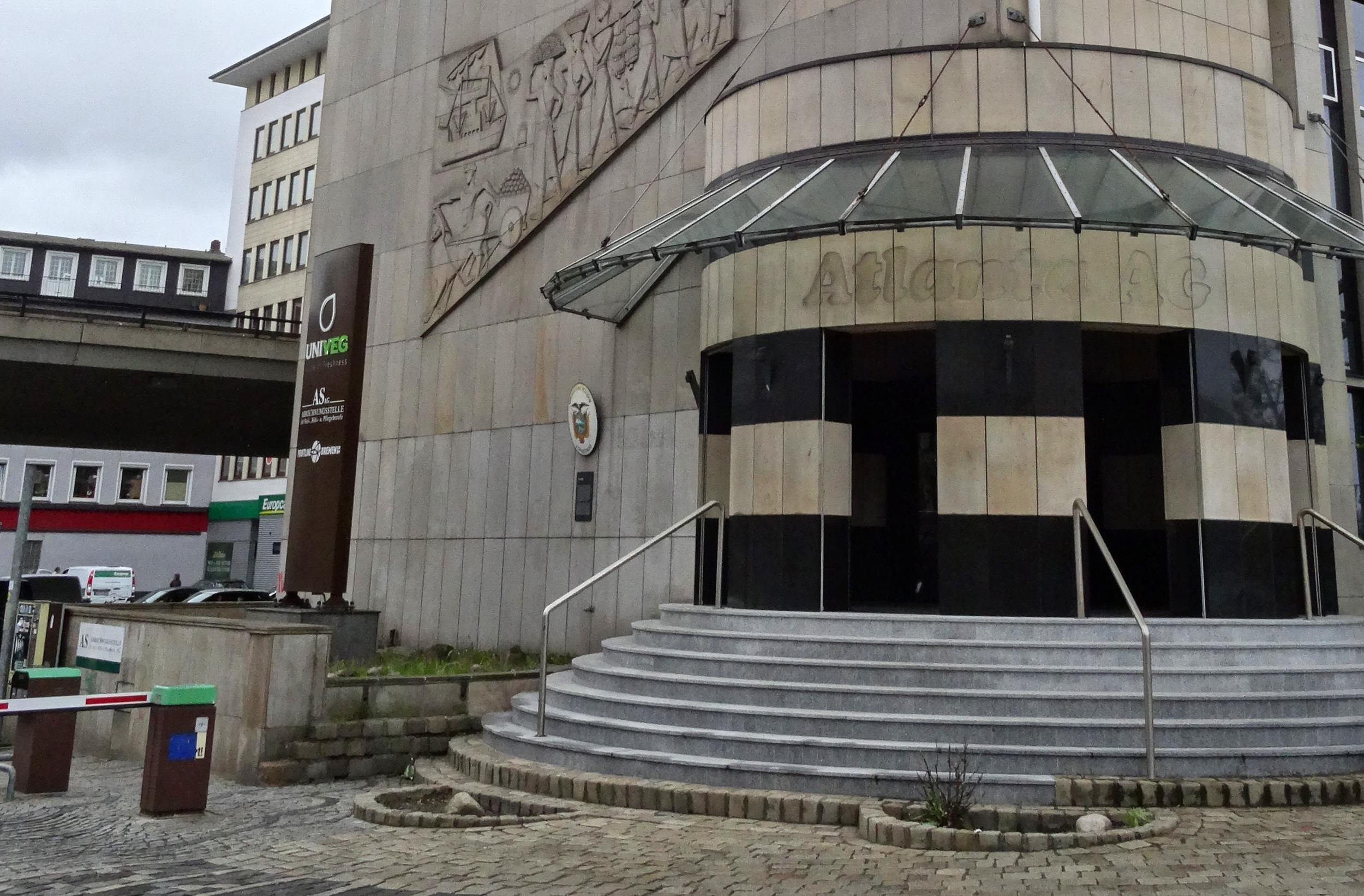
Nordwestseite
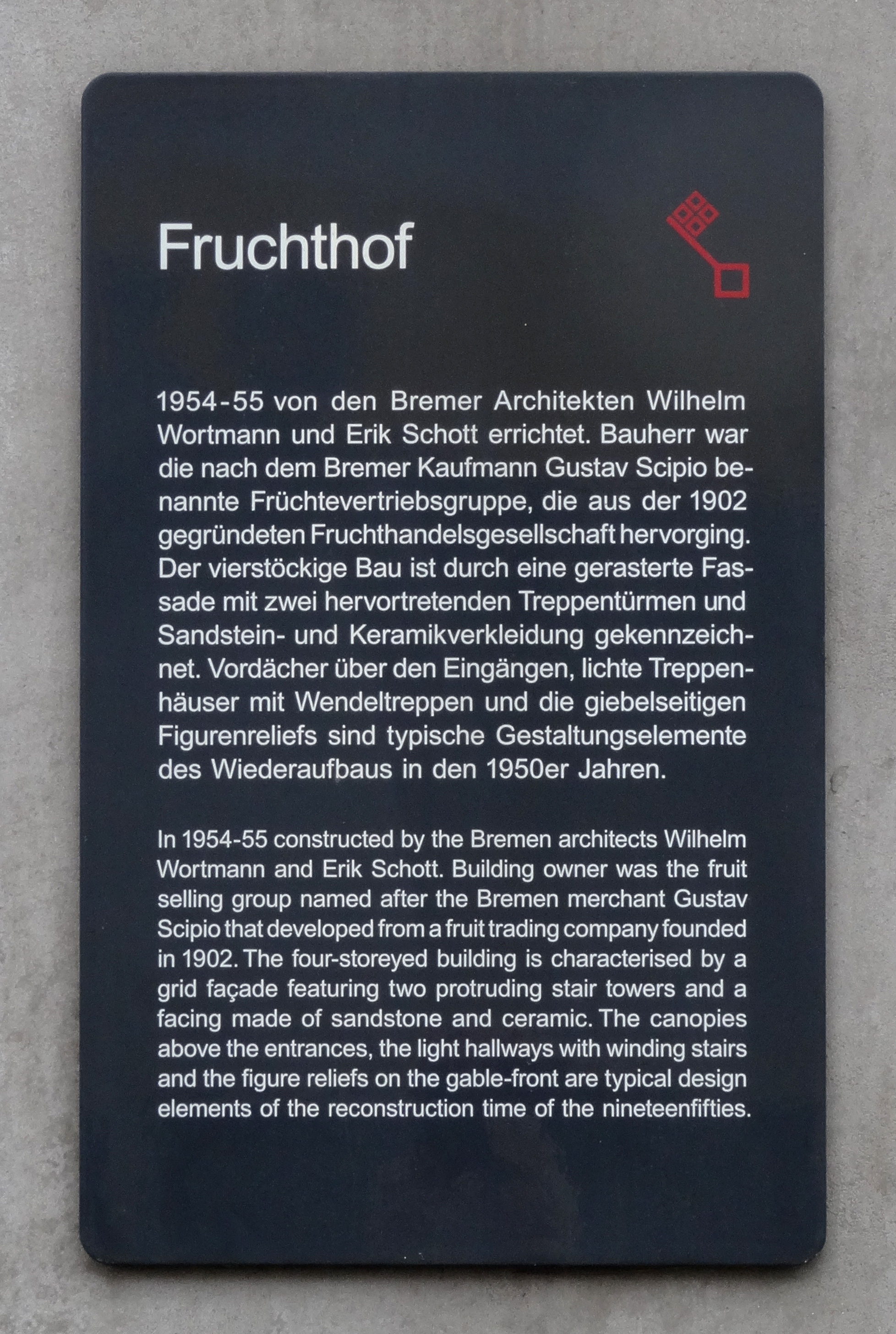
Infotafel